# Passion Like Fire
Passion Like Fire è il settimo album in studio della cantante canadese Tamia, pubblicato nel 2018.

## Tracce
1. If I Had to Choose – 3:12
2. Leave It Smokin' – 3:54
3. It's Yours – 4:37
4. Lost in You – 3:27
5. Today I Do – 3:29
6. When the Sun Comes Up – 2:51
7. Tell Me How – 4:18
8. Deeper – 3:56
9. Stay – 3:33
10. Not for Long – 3:38
11. Better – 3:52
12. You Are Loved – 3:42

## Classifiche
| Classifica (2018) | Posizione raggiunta |
| ----------------- | ------------------- |
| Stati Uniti       | 145                 |